# Коллінсвілл (Алабама)
Коллінсвілл (англ. Collinsville) — місто (англ. town) в США, в округах Декальб і Черокі штату Алабама. Населення — 2059 осіб (2020).

## Географія
Коллінсвілл розташований за координатами 34°15′46″ пн. ш. 85°52′5″ зх. д. / 34.26278° пн. ш. 85.86806° зх. д. (34.262844, -85.868070). За даними Бюро перепису населення США в 2010 році місто мало площу 10,19 км², з яких 10,14 км² — суходіл та 0,05 км² — водойми.

## Демографія
Згідно з переписом 2010 року, у місті мешкали 1983 особи в 596 домогосподарствах у складі 430 родин. Густота населення становила 195 осіб/км². Було 706 помешкань (69/км²).
Расовий склад населення:
| - 47,8 % — білих - 9,0 % — чорних або афроамериканців - 2,1 % — вихідців з тихоокеанських островів - 1,1 % — корінних американців - 0,1 % — азіатів - 36,8 % — осіб інших рас |

До двох чи більше рас належало 3,0 %. Частка іспаномовних становила 43,1 % від усіх жителів.
За віковим діапазоном населення розподілялося таким чином: 27,0 % — особи молодші 18 років, 56,2 % — особи у віці 18—64 років, 16,8 % — особи у віці 65 років та старші. Медіана віку мешканця становила 31,0 року. На 100 осіб жіночої статі у місті припадало 98,3 чоловіків; на 100 жінок у віці від 18 років та старших — 95,0 чоловіків також старших 18 років.
Середній дохід на одне домашнє господарство становив 36 250 доларів США (медіана — 25 795), а середній дохід на одну сім'ю — 41 027 доларів (медіана — 30 208). Медіана доходів становила 20 893 долари для чоловіків та 24 191 долар для жінок. За межею бідності перебувало 32,1 % осіб, у тому числі 44,0 % дітей у віці до 18 років та 12,7 % осіб у віці 65 років та старших.
Цивільне працевлаштоване населення становило 750 осіб. Основні галузі зайнятості: виробництво — 34,9 %, освіта, охорона здоров'я та соціальна допомога — 12,4 %, будівництво — 11,3 %.